# Boe (Nauru)
Boe è un distretto e una circoscrizione elettorale di Nauru. Secondo Paul Hambruch, «boe» significa «sottovento».
Il distretto di Boe si trova lungo la costa sud-occidentale dell'isola; è bagnato dall'Oceano Pacifico e confina con i distretti di Aiwo, Buada e Yaren. Ha una popolazione di circa 800 abitanti e una superficie di 0,66 km² (è il più piccolo distretto dello stato).
La circoscrizione elettorale elegge 2 membri al Parlamento di Nauru. Una parte del suo territorio è occupata dalle infrastrutture dell'aeroporto di Nauru.